# Henri Nouwen
Henri Jozef Machiel Nouwen (24 de gener del 1932, Nijkerk - 21 de setembre del 1996, Hilversum) fou un sacerdot catòlic neerlandès autor de més de 40 llibres sobre espiritualitat.
Els seus llibres són molt valorats tant per protestants com per catòlics. En el nom de Jesús, Pallassades a Roma, La vida de l'estimat, El retorn del fill pròdig i El camí del cor són alguns dels seus títols més coneguts. Després de gairebé dues dècades com a professor a la Menninger Foundation Clinic de Topeka, Kansas (EUA) i a les universitats de Notre Dame, Yale i Harvard, abandonà la seva feina per compartir la seva vida amb persones amb discapacitat mental a la comunitat de L'Arca de Daybreak, a Toronto (Canadà). Morí el setembre del 1996 d'un atac de cor.
Es poden trobar moltes influències en la seva espiritualitat, sobretot la seva amistat amb Jean Vanier, fundador de L'Arca. Per indicació seva, Nouwen visità la comunitat de L'Arca a França, la primera de les gairebé 130 comunitats arreu del món on persones amb discapacitats mentals i de desenvolupament viuen i comparteixen llur vida amb qui els cuiden. El 1986 Nouwen acceptà el càrrec de capellà en una comunitat de L'Arca anomenada Daybreak, al Canadà. Nouwen escrigué un llibre sobre la seva relació amb Adam, un dels membres més representatius de la comunitat.